# 格林尼治
格林尼治（英語：Greenwich，發音：/ˈɡrɛnɪtʃ/ ⓘ，/ˈɡrɪnɪdʒ/，/ˈɡrɪnɪtʃ/或/ˈɡrɛnɪdʒ/；或譯格林威治）是位於英國英格蘭大倫敦東南的格林尼治區、泰晤士河以南的城区和历史古镇。格林尼治镇位于泰晤士河南岸，伦敦传统中心点查令十字东南偏东8.9公里处。
格林尼治以其海事歷史、作为本初子午線的标准点、以及格林尼治時間以其命名而聞名于世。格林尼治从15世纪起是王宫（普拉森舍宫，或称愉悦宫）所在地，是都铎王朝的亨利八世和伊丽莎白一世等多位君主的出生地。王宫在英国内战中荒废，此后由克里斯多佛·雷恩设计改建为皇家海军海员医院。1873年海军医院院址改为皇家海军学院，直到1998年學院關閉為止。
格林尼治因天文台而聞名，1675年，英王查理二世设立格林尼治皇家天文台，到1998年不再做為天文观测设施使用，改为博物馆。1884年在美國華盛頓召開的國際子午線會議上，各国決定將通过格林尼治天文台的經線做為標準零度經線，即本初子午线。
格林尼治镇在17世纪成为流行度假地，开始有一批豪宅在此建造。18世纪乔治时代，在古镇中心以南的高地上开始有大规模的住房开发。1890年創立有格林尼治大學。20世纪有两艘名船（卡蒂薩克號和吉普赛飞蛾4號）作为古迹被长期保存于格林尼治的河岸边。1934年，在原皇家医院学院的校舍内开办了國家航海博物館。

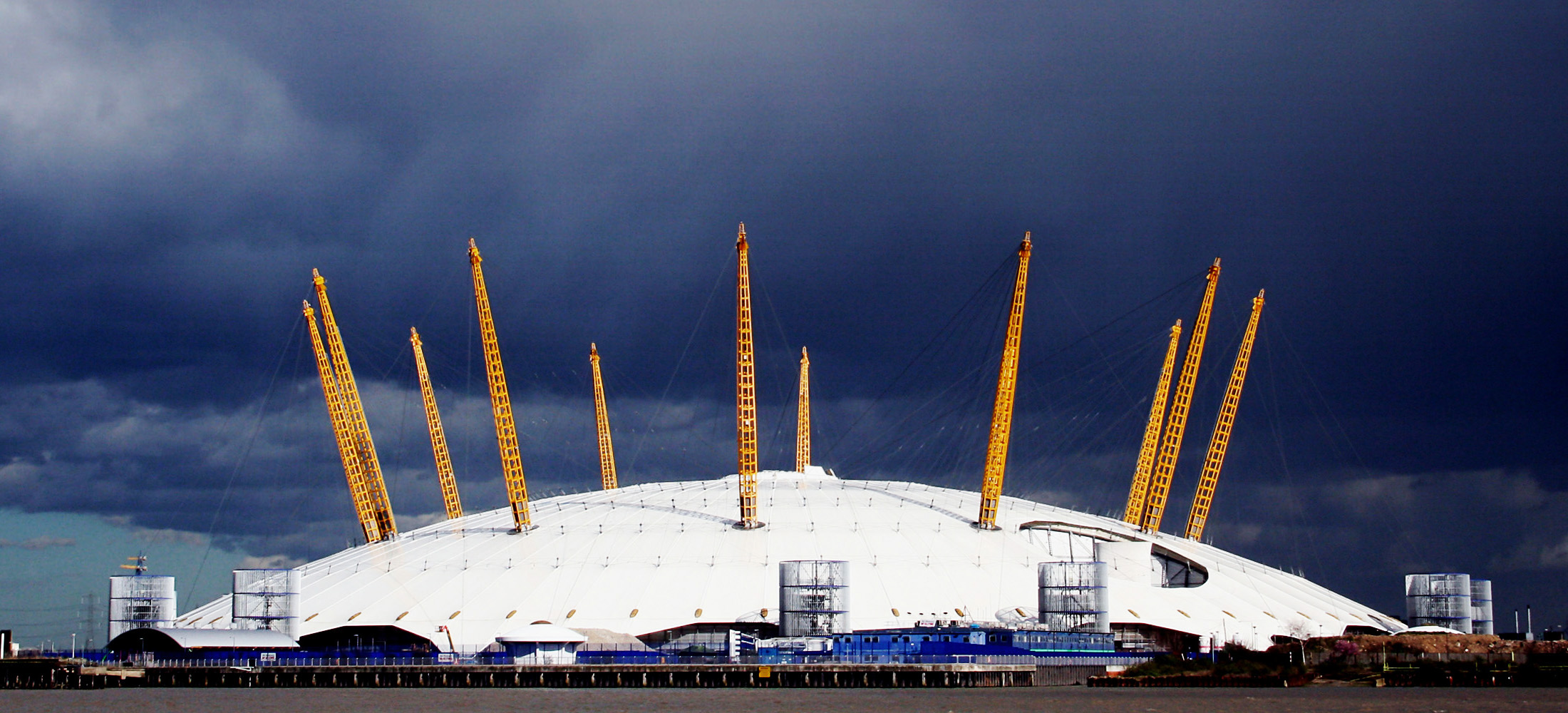
千禧圆顶

传统的格林尼治镇在天文台和海军学院四周，在镇中心有传统的集市、教堂以及保存下来的古船。镇中心附近的格林尼治火车站建于1836年，是伦敦第一条铁路——伦敦-格林尼治铁路的一部分。近年政府又开发了在古镇东北的格林尼治半岛区域，称为“北格林尼治”，其中包括大型表演、娱乐设施“千禧圆顶”。2012年伦敦奥运会有部分比赛项目在格林尼治进行，包括在格林尼治宫苑草坪举行的马术比赛和现代五项的部分比赛，和在北格林尼治千禧圆顶内的北格林尼治體育館举办的篮球和体操项目。

## 格林尼治宫苑

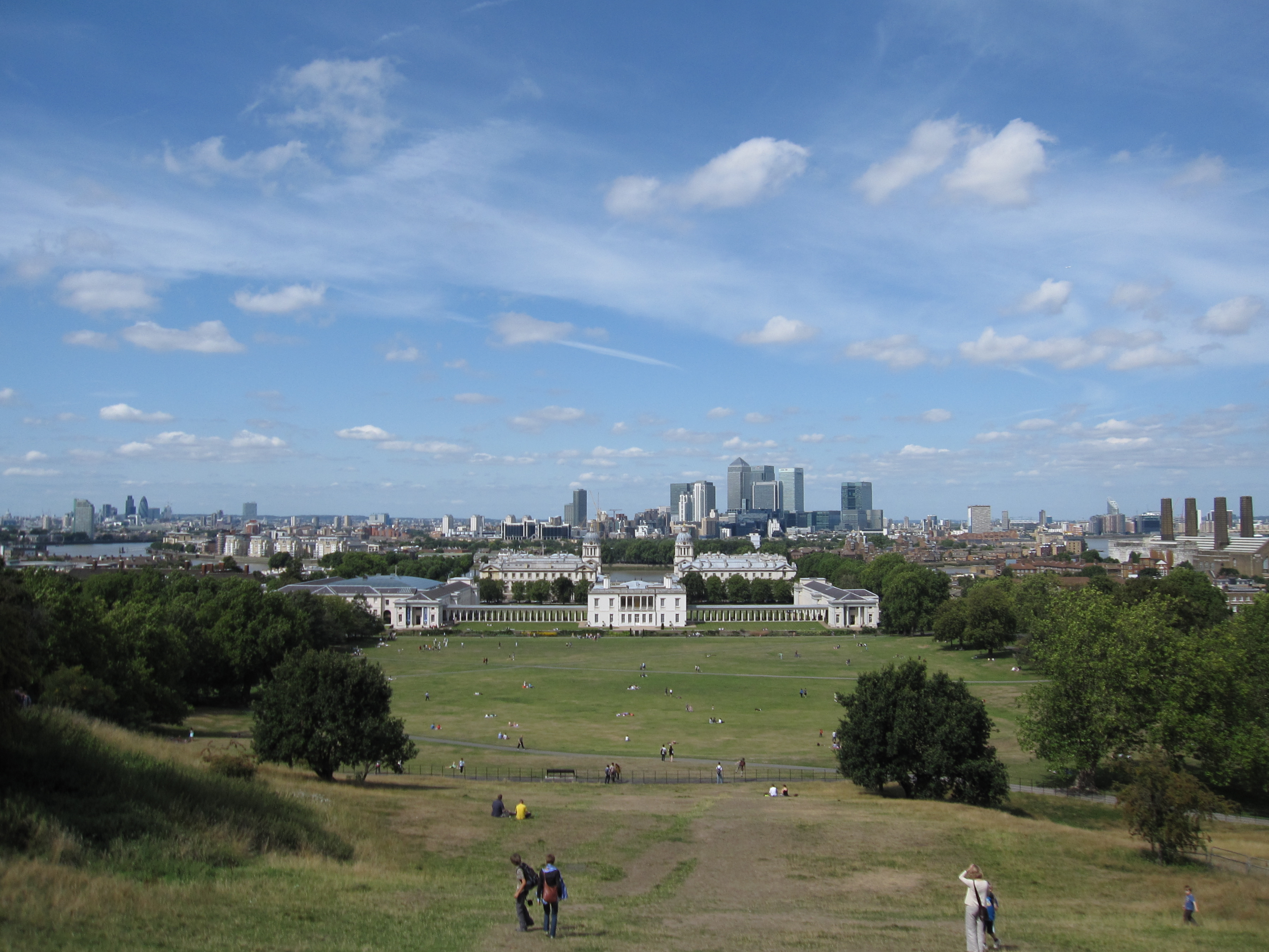
从宫苑内高处俯瞰草坪、皇家海军学院和皇后府

格林尼治宫苑（英語：Greenwich Park，或称格林尼治公园），是位于伦敦的御苑（英語：Royal Parks）之一，位于格林尼治古镇中心东南，面积81公顷（合200英亩）。宫苑被围育始于1433年，最早为皇家猎苑，不久后归属都铎王朝的王宫普拉森舍宫。17世纪作为园林设计改造，18世纪开始对公众开放。今天的宫苑可以按照高度视为两部分：靠近泰晤士河岸、皇家海军学院和皇后府的平地部分，和靠近皇家天文台的山上部分。由于宫苑作为猎苑的历史，至今在宫苑深处仍有一片小规模的鹿苑。
2012年伦敦奥运会的马术比赛和现代五项的部分比赛就在格林尼治宫苑草坪举行。

## 行政
行政上，格林尼治镇历史上属肯特郡。1889年，伦敦郡设立，格林尼治从肯特郡划出，划入伦敦郡。1965年原格林尼治区与原伍利奇区的大部（除去泰晤士河北岸部分）合并，成为新格林尼治区。2012年作为伊丽莎白二世女王钻禧庆典的一部分，鉴于格林尼治历史上是王宫所在地且与王室的长期联系，加封为皇家格林尼治区。

## 世界遗产名录
1997年，联合国教科文组织将“格林威治海岸地區”登录世界遗产名录，理由是格林尼治保存了高密度、高质量的具有历史和建筑意义的建筑区域。登录世界遗产名录的区域包括格林威治皇家海軍學院與沿岸和航海有关的建筑群、王后宮、格林威治公園、以及建于19世纪的镇中心区。

## 交通
格林尼治镇中心附近有轻轨车站（轨道位于地下）和常规铁路火车站，镇北临泰晤士河有轮渡码头，并有数条巴士线路服务此区。此外北格林尼治有地铁车站。作为奥运会基础设施建设的一部分，2010年倫敦交通局兴建了连接北格林尼治和泰晤士河对岸皇家码头区域的缆车，以赞助商命名，称为“阿联酋空中线”。

## 中文譯名
「Greenwich」的英语读音是“發音： i/ɡrɪnɪdʒ/”（英国音）或“/ɡrɛnɪtʃ/”或 “/ɡrɛnɪdʒ/”（美国音）。其中“w”在此不发音。
传统的中文译法是「格林威治」，是「Greenwich」的形譯，與上述的英语读音有较大的出入。中国大陆1950年代起已确定为格林尼治。